# Geochelone nigra abingdoni
Geochelone nigra abingdoni је подврста галапагоске џиновске корњаче Geochelone nigra. У свету у заробљеништву је дуго постојао само један живи представник, назван „Усамљени Џорџ“ који је угинуо 24. јуна 2012. Истој подврсти можда припада и мужјак („Тони“) који живи у прашком зоолошком врту.

## Угроженост
Ова врста је изумрла, и нису познати примерци који живе у дивљини.

## Распрострањење
Ареал врсте је ограничен на Галапагос, на острво Пинта.

## Станиште
Станиште врсте је копно.